# فتح‌الله‌خان جلالی
فتح‌الله‌خان جلالی (درگذشت ۱۳۳۶ه‍.ق) از خوشنویسان و نستعلیق‌نویسان صاحب نام اواخر دوران قاجار در اصفهان بوده است.
فتح الله خان از عنفوان جوانی در سلک دراویش نعمت‌اللهی درآمده و به جناب ملا سلطان محمد گنابادی‌ سلطان علیشاه دست بیعت داده بود و پس از رحلت پیر خود، مرثیه‌ای در سوگ او سرود. خوشنویسی کتاب صالحیه تألیف حاج ملا علی نورعلیشاه ثانی‌ یکی از آثار این درویش هنرمند می باشد.
او شاعر و خوشنویسی زبردست و شاگرد‍‌ پدرش عبدالرحیم افسر بود که او نیز شاعر و خوشنویسی اصفهانی است. از نمونه‌های خط فتح‌الله‌خان جلالی دیوان اشعار ظهیر فاریابی باقی مانده‌است.